# Яррабабба (кратер)
Кратер Яррабабба — астроблема, зруйновані залишки колишнього метеоритного кратера, утвореного близько 2,2 млрд років тому. Розташований у північній частині кратону Їлгарн (Yilgarn) між містами Сандстоун і Мікатарра, центральна Західна Австралія.

## Опис
Астроблема Яррабубба знаходиться на одній з найстаріших ділянок земної кори, кратоні Їлгарн, вік якого складає 2,65 млрд років (пізній Архей).  Діаметр первісного кратера невідомий, але, за оцінками, знаходиться в діапазоні 30—70 км. Останні дослідження дають вік кратера в 2,229 млрд ± 5 млн років.
Час утворення кратера збігається з кінцем одного зі зледенінь протерозою. Можливо, саме падіння космічного тіла стало його причиною, вивільнивши в атмосферу близько 200 млрд тон водяної пари, що посприяло парниковому ефекту.

## Історія досліджень
Первісний кратер був повністю зруйнований і не відразу помітний на зображеннях з повітря чи супутників; докази удару радше виходять з наявності ударного кварцу і конусів розтріскування у відшаруваннях граніту недалеко від центру початкового кратера і з геофізичних даних.
Аргон-аргонове датування жил псевдотахіліту (породи, розплавленої тертям) в граніті дало дату 1,134 млрд ± 26 млн років. Тривалий час цей вік, встановлений у 2005 році Геологічною розвідкою Західної Австралії, вважався найточнішою попередньою оцінкою. Earth Impact Database подає проміжну оцінку близько 2 млрд років, майже таку саму, як для іншого великого кратера — Вредефорт.
У 2020 році було опубліковано статтю Відділу астроматеріальних досліджень і наукової розвідки НАСА, згідно з якою вік кратера становить 2,229 млрд ± 5 млн років. Такі результати дало уран-свинцеве датування кристалів циркону та монациту, перекристалізованих при зіткненні завдяки сильному нагріву (в новоутворені кристали не включаються атоми свинцю, утворені до того при розпаді урану, що обнуляє радіоізотопний «годинник»). Порівняння вцілілих і деформованих кристалів дозволило встановити точний час події.